# أوكسانا أوميليانتشيك
أوكسانا أوميليانشيك (بالروسية: Oksana Aleksandrovna Omelianchik؛ بالأوكرانية: Oksana Oleksandrivna Omelianchik؛ من مواليد 2 يناير 1970) هي لاعبة جمباز سوفييتية حاصلة على الميدالية الذهبية في بطولة العالم عام 1985. اشتهرت أوميليانشيك بحماسها الشديد وصعوبة أدائها وأصالتها، بما في ذلك للقفز الخلفي المتتالي.

## نشأتها
ولدت أوميليانشيك في 2 يناير 1970 في أولان أودي، جمهورية روسيا الاتحادية الاشتراكية السوفياتية، الاتحاد السوفييتي. كانت في الأصل متزلجة فنية، وشاركت في أول لقاء للتزلج في سن السادسة. بدأت ممارسة الجمباز بناءً على توصية من مصمم الرقصات الخاص بها، الذي اعتقد أنها تمتلك إمكانات في هذه الرياضة. تدربت في نادي سبارتاك في كييف، حيث كان من بين مدربيها فالنتينا بانشينكو وفاليري توبيتسي وتاتيانا بيرسكايا.